# Le Vautour (film, 1982)
Pour les articles homonymes, voir Vautour (homonymie).
Pour plus de détails, voir Fiche technique et Distribution.
Le Vautour (Dögkeselyű) est un film hongrois réalisé par Ferenc András, sorti en 1982.

## Synopsis
Deux femmes âgées volent de l'argent à Simon, un chauffeur de taxi, qui décide de les retrouver.

## Fiche technique
- Titre : Le Vautour
- Titre original : Dögkeselyű
- Réalisation : Ferenc András
- Scénario : Ferenc András et Miklós Munkácsi
- Musique : György Kovács
- Photographie : Elemér Ragályi
- Montage : Mihály Morell
- Société de production : Mafilm
- Pays :  Hongrie
- Genre : Action, policier et drame
- Durée : 115 minutes
- Dates de sortie : 
  -  Hongrie : 29 juillet 1982

## Distribution
- György Cserhalmi : Simon József
- Hédi Temessy : Mme Halmos, née Mária Roska
- Zita Perczel : Szántóné
- Maria Gladkowska : Cecília
- Mari Kiss : Cecília (voix)
- Ferenc Bács : Kowarski Elõd
- Péter Blaskó : le lieutenant-général Siska
- Marianna Moór : Kowarskiné
- Vera Pap : Kati
- László Szabó : le capitaine Kovács
- Dorottya Udvaros : Ági

## Distinctions
Le film a été présenté en sélection officielle en compétition lors de Berlinale 1983.